# Talha ibn Ubaydullah
Talha ibn Ubaydullah (arabiska: طلحة ابن عبيدالله), död 656, var en följeslagare till den islamiske profeten Muhammed, och en av de sex personer som blev nominerade av den andra kalifen Umar ibn al-Khattab till att bli den tredje kalifen. Han krigade mot den fjärde kalifen Ali ibn Abi Talib i Kamelslaget för att hämnas för mordet på den föregående kalifen Uthman ibn Affan. Enligt sunnimuslimer är han en av de tio personer som fått de goda nyheterna om att få komma till paradiset.